# SOFFEX

Das Gebäude der SOFFEX in Dietikon im Jahr 1991.

Die SOFFEX (Swiss Options and Financial Futures Exchange) war die Derivate-Handelsplattform der Schweiz.

## Geschichte
Sie wurde am 15. Dezember 1986 gegründet und nahm ihre Geschäftstätigkeit am 19. Mai 1988 auf. Sie war privatrechtlich organisiert. Sie war die erste vollelektronische Terminbörse der Welt mit integriertem Clearinghaus. Im Jahre 1998 fusionierte sie mit der DTB (Deutschen Terminbörse) zur Eurex, der grössten Derivathandelsplattform der Welt.

## Kontroversen
Da die SOFFEX privatrechtlich organisiert war, regulierte sich die Börse selber. Die Banken, die dabei als Market-Maker auftraten, hatten teilweise Interessenskonflikte. So soll es vorgekommen sein, dass die Banken irreführende Kurse stellten. Für manche Händler war die SOFFEX sogar zu effizient, sodass sie die Börse teilweise zu umgehen versuchten. Sie bahnten das Geschäft telefonisch an und beide Parteien drückten synchron die entsprechenden Tasten auf ihrem Terminal.